# Клерет белый
Клерет белый — французский сорт винограда, используемый для изготовления белых вин.

## География
Относится к эколого-географической группе западноевропейских сортов винограда. Выращивают в основном в  Южной Франции. Распространен в Испании, Италии, Греции, Алжире. В России Клерет белый районирован в Краснодарском крае.

## Основные характеристики
Сила роста лозы средняя. Лист средний, пятилопастный.  У листьев густое опушение на нижней поверхности. Гроздь средняя. Ягоды средней и мелкой величины, округлые, зеленовато-желтые. Урожайность этого сорта винограда сильно зависит от условий но как правило не высока. Относится к сортам позднего периода созревания.

## Применение
Сорт является основой  для создания  вин: игристых, сухих, столовых,  коньячных и шампанских виноматериалов. 

## Синонимы
Носит также следующие названия: Бланкет, Бурбуленк, Петит Клерет, Кларетто бианко, Овсянка, Вивсянка, Фраппад, Мальвазия дю Лангедок, Пикардан